# Santo Antônio das Missões
Santo Antônio das Missões é um município brasileiro do estado do Rio Grande do Sul.

## Histórico
O nome Santo Antônio das Missões teve origem tendo em vista que o local onde estava situada a sede do município, havia sido uma sesmaria denominada Santo Antônio. Missões foi acrescentado pelo fato do município estar localizado na região das Missões. 
Foi fundada em 12 de outubro de 1965.

## Geografia
Santo Antônio das Missões pertence à Mesorregião do Noroeste Rio-Grandense e à Microrregião de Santo Ângelo. O município tem como limite os municípios de São Luiz Gonzaga, Bossoroca, Itacurubi, São Borja e Garruchos. Com um território de 1.685 km², é considerado o maior município em extensão territorial da Região das Missões.
Compõem o município dois distritos: Santo Antônio das Missões (sede) e São José.